# Achnasheen
Achnasheen (Schots-Gaelisch: Achadh na Sine) is een klein dorpje in Ross and Cromarty in de Schotse Hooglanden.
Sinds 1870 wordt Achnasheen bediend door een spoorwegstation op de Kyle of Lochalsh Line.